# Núcula

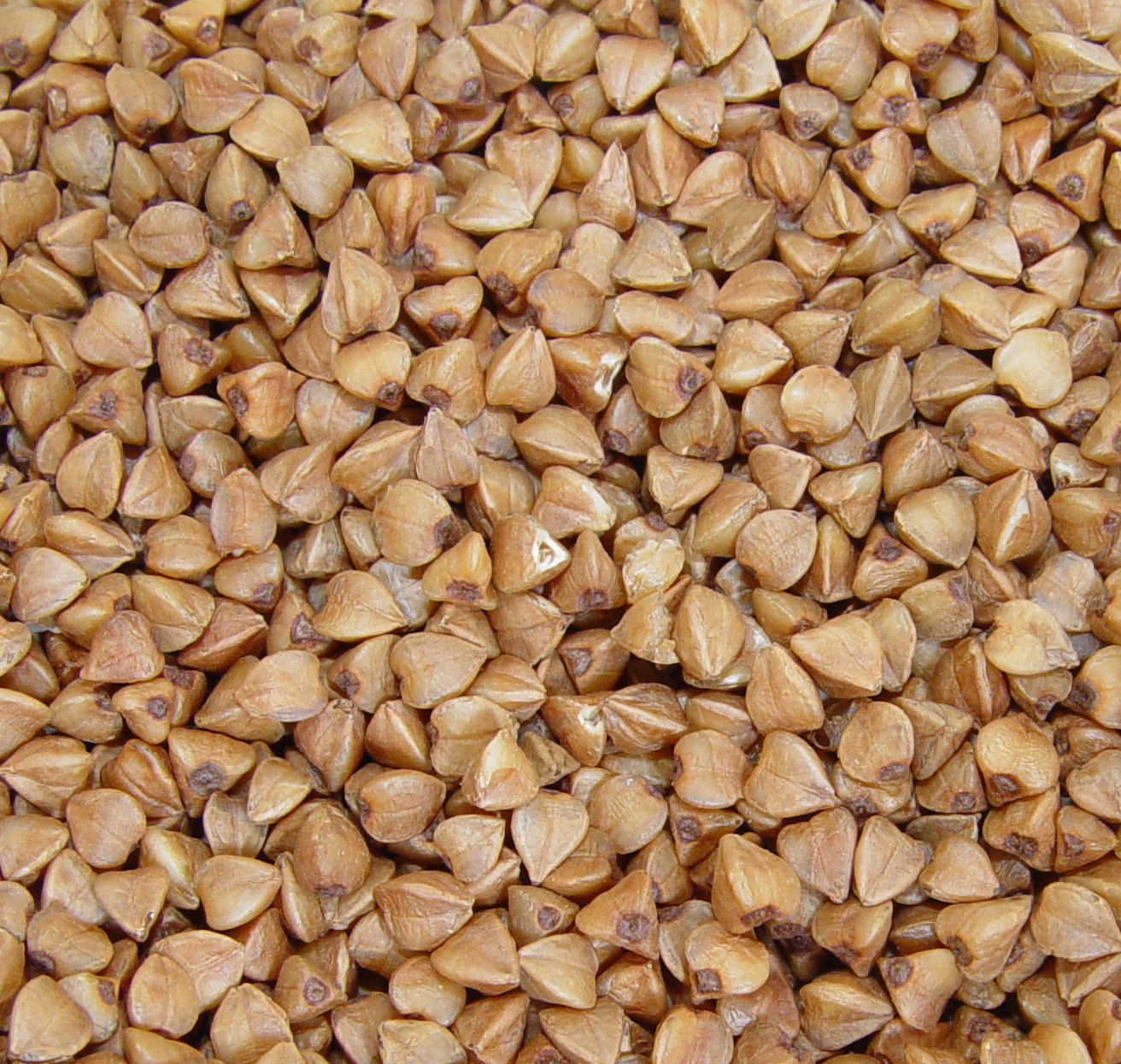
Fruits del fajol (Fagopyrum esculentum) exemple de núcula

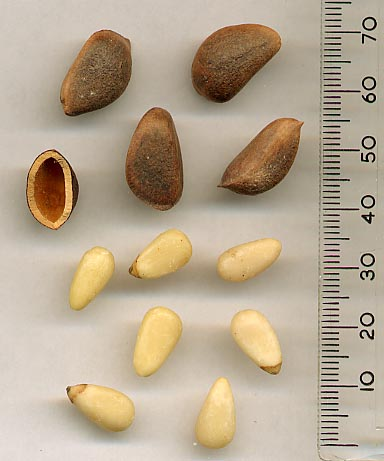
«Núcules» de pi de Corea. Aquest és un exemple de fruits que no són núcules en el significat científic del mot, però que són considerats núcules en l'àmbit gastronòmic.

Una núcula és un tipus de fruit sec indehiscent, monosperm i amb el pericarpi dur i sovint petri. La majoria deriven de pistils amb ovari súper la paret del qual està endurida. El nom «núcula» prové del llatí i significa «nou petita».
És un fruit sec simple, que no s'obre quan madura, prové d'un sol carpel o de la preponderància d'un carpel, d'un ovari normalment situat en posició inferior i de pericarpi endurit llenyós o petri. Una cariopsi es considera una mena especial de núcula. Es diferencia dels aquenis en el fet que el pericarpi d'aquests és coriaci.
La núcula és un fruit amb la mateixa estructura biològica que els fruits en nou però de dimensions més reduïdes (de vegades de menys d'un mil·límetre) i que pot adoptar moltes formes segons l'evolució del carpel originari de la flor.
Hi ha exemples de nous en l'ordre de les fagals, com per exemple, les castanyes, els aglans i les avellanes.
Contràriament al que pot semblar, la fruita de la noguera, dita també nou, no es considera botànicament una nou, sinó una drupa.
Els australopitecins, avantpassats dels humans actuals, tenien la dentició especialitzada per a obrir núcules. Altres primats, incloent-hi els humans, han dissenyat eines per a obrir la dura closca de les núcules, d'un trencanous fins a una rudimentària pedra.

## Definició botànica

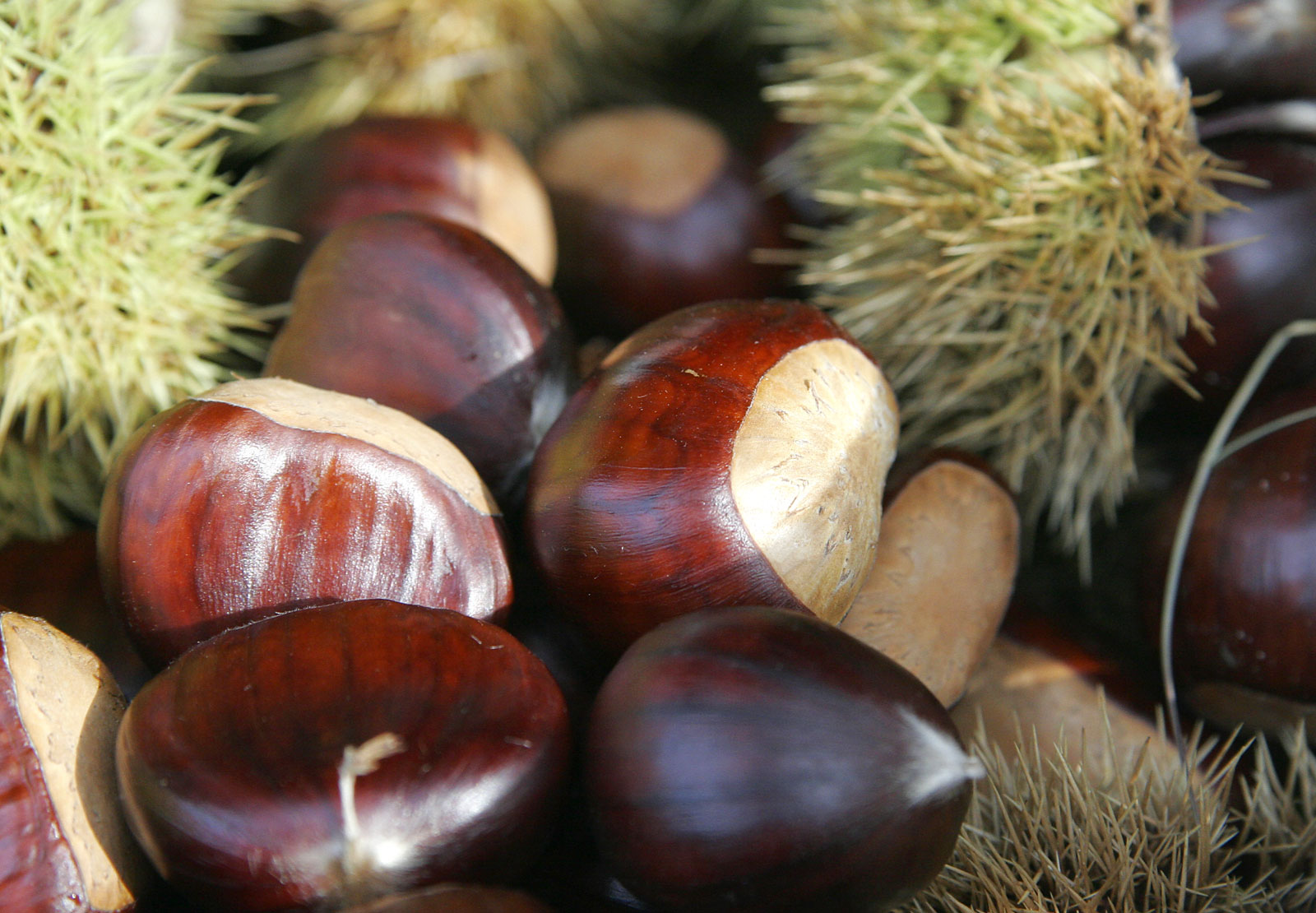
Castanyes

En botànica, una núcula és un fruit sec simple amb una llavor (en rares ocasions, dues), en què la paret de l'ovari esdevé molt dura (textura pedrosa o fustosa) a la maduresa, i en què la llavor roman desunida o no fusionada amb la paret de l'ovari. La major part de núcules venen dels pistils amb ovaris "inferiors" (vegeu l'article flor) i són totes "indehiscents" (és a dir, no s'obren a la maduresa). Les núcules autèntiques són produïdes, per exemple, per algunes plantes de l'ordre de les fagals.
Ordre Fagales
- Família Fagaceae
  - Castanya (Castanea)
  - Faig (Fagus)
  - Roure (Quercus)
  - Lithocarpus
- Família Betulaceae
  - Vern (Alnus)
  - Avellaner (Corylus)
  - Carpí (Carpinus)

### Morfologia
Origanum
|                                  | O. majorana                      | O. virens                                         | O. compactum                                             |
| -------------------------------- | -------------------------------- | ------------------------------------------------- | -------------------------------------------------------- |
| Mida (mm)                        | 0,9-1,3 × 0,7-0,8                | 0,5-0,8 × 0,3-0,7                                 | 0,8-1,1 × 0,4-0,8                                        |
| Contorn/ Forma                   | Obovat/ lleugerament comprimides | Obovat-el·líptic/ lleugerament trígones a la base | Obovat-amplament obovat/ lleugerament trígones a la base |
| Simetria                         | Dorsiventral                     | Asimètriques                                      | Dorsiventral                                             |
| Contorn del fil (ventral/dorsal) | Subcircular/ Subtriangular       | Subtriangular                                     | Subtriangular                                            |
| Color núcula                     | Bru a bru fosc                   | Bru clar a bru fosc                               | Bru clar                                                 |
| Superfície                       | Foveolada                        | Rugulat-Foveolada                                 | Rugulat-foveolada                                        |
| Gruix del pericarpi (μm)         | 19-38                            | 23-39                                             | 18-29                                                    |
| Epicarpi (μm)                    | 6-14                             | 8-15                                              | 5-10                                                     |
| Mesocarpi (μm)                   | 2-5                              | 2-4                                               | 2-3                                                      |
| Capa en palissada (μm)           | 8-15                             | 10-16                                             | 8-12                                                     |
| Endocarpi (μm)                   | 1-2                              | 1-2                                               | 1-2                                                      |
| Testa                            | 3-4                              | 3-4                                               | 3-4                                                      |

Prunella vs Cleonia
|                          | P. vulgaris                   | P. laciniata                                           | P. hyssopifolia                              | C. lusitanica                                      |
| ------------------------ | ----------------------------- | ------------------------------------------------------ | -------------------------------------------- | -------------------------------------------------- |
| Mida (mm)                | 1,9-2,4 × 0,8-1,2             | 2,1-3,2 × 0,9-1,7                                      | 2,1-3,2 × 0,9-1,4                            | 1,6-2,4 × 1,0-1,8                                  |
| Contorn/ Forma           | obovat/ lleugerament trígones | estretament el·líptic-el·líptic/ lleugerament trígones | estretament el·líptic/ lleugerament trígones | amplament obovat a circular/ lleugerament trígones |
| Color                    | bru                           | bru a bru fosc                                         | bru rogenc                                   | bru clar a bru                                     |
| Superfície               | llisa                         | llisa                                                  | llisa                                        | rugulada                                           |
| Glàndules                | presents                      | absents                                                | absents                                      | absents                                            |
| Mucílag                  | discontinu                    | discontinu                                             | discontinu                                   | continu                                            |
| Gruix del mucílag (mm)   | 0,4-0,5                       | 0,4-0,5                                                | 0,3-0,4                                      | 1,2-1,5                                            |
| Gruix del pericarpi (μm) | 87-218                        | 87-233                                                 | 89-237                                       | 119-188                                            |
| Epicarpi (μm)            | 10-70                         | 15-78                                                  | 15-80                                        | 50-75                                              |
| Mesocarpi (μm)           | 41-101                        | 42-105                                                 | 43-105                                       | 39-66                                              |
| Regió externa            | 4-8                           | 2-5                                                    | 8-15                                         | 7-15                                               |
| Regió mitjana            | 25-75                         | 30-80                                                  | 20-65                                        | 22-33                                              |
| Regió interna            | 12-18                         | 10-20                                                  | 15-25                                        | 10-18                                              |
| Capa en palissada (μm)   | 30-38                         | 25-38                                                  | 25-40                                        | 25-40                                              |
| Endocarpi (μm)           | 4-7                           | 3-10                                                   | 4-10                                         | 3-5                                                |

## Nutrició

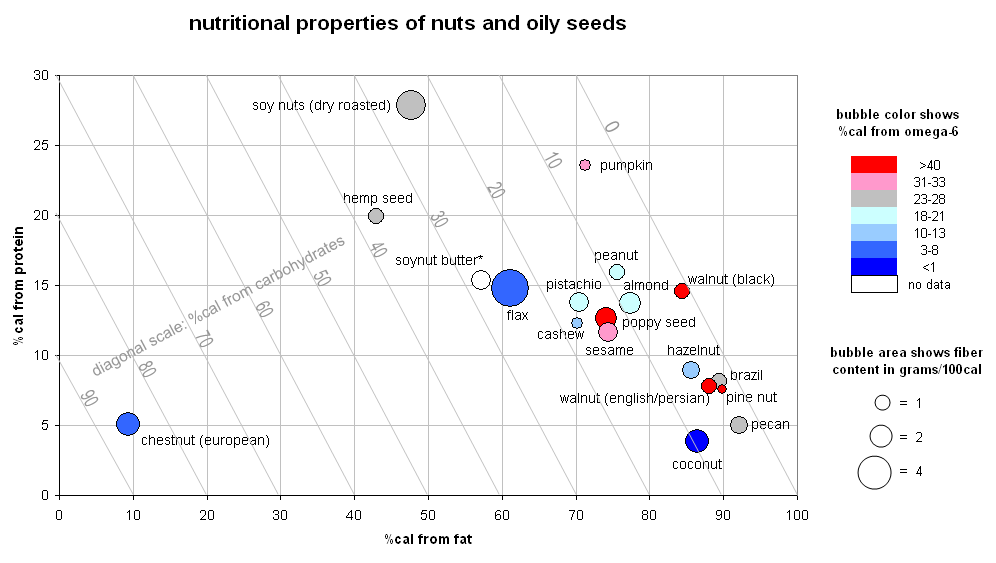
Aquest diagrama mostra les propietats nutricionals de les núcules i les llavors olioses.

Diversos estudis epidemiològics han revelat que la gent que consumeix núcules amb regularitat són menys propenses a sofrir malalties coronàries. El 1993 s'associà per primer cop la núcula amb la prevenció de les malalties del cor. Assaigs clínics recents han constatat que el consum de diverses núcules, com ametlles i nous, pot reduir les concentracions de colesterol LBD a la sang. Tot i que les núcules contenen diverses substàncies que es creu que tenen efectes cardioprotectors, els científics creuen que el seu perfil d'àcid gras omega 3 és almenys en part responsable de la resposta hipolipidèmica observada en els assaigs clínics.
A més de tenir efectes cardioprotectors, les núcules tenen generalment un índex glicèmic (IG) molt baix. Per consegüent, els dietistes-nutricionistes sovint recomanen la inclusió de núcules en les dietes prescrites per a pacients amb problemes de resistència a la insulina com per exemple els afectats de diabetis mellitus de tipus 2.
Un estudi revelà que la gent que menja núcules viu entre dos i tres anys més que la que no. Tanmateix, això es podria deure al fet que la gent que menja núcules tendeix a menjar menys menjar escombraria.
Les núcules contenen àcids grassos essencials, com ara l'àcid linoleic i l'àcid linolènic, i la majoria dels seus greixos són insaturats, inclosos els monoinsaturats. També proporcionen arginina, una substància que ajuda a fer que les parets de les artèries siguin més flexibles i menys propenses a formar trombosis.
Gran part de les núcules són una bona font de vitamines E i B₂, i són riques en proteïna, folats, fibra i minerals essencials, com ara magnesi, fòsfor, potassi, coure i seleni.
Les núcules acostumen a ser saludables en la seva forma crua. S'ha descobert que les nous sense torrar tenen el doble d'antioxidants que d'altres núcules. Encara que alguns estudis inicials van suggerir que els antioxidants podrien perllongar l'esperança de vida, en els estudis clínics posteriors no es va detectar cap benefici, i fins i tot suggerien que un suplement excessiu d'antioxidants és perjudicial.

### Valor nutritiu
Les núcules, a pesar del seu gust agradable, van ser considerades durant molt temps inconvenients per l'alimentació humana, per ser riques en greixos. Tot i això, algunes d'aquestes oleaginoses comporten un gran benefici per a la salut, ja que ajuden a controlar l'anomenat «colesterol dolent» i, en conseqüència, ajuden a protegir el cor.

### Quantitat de greix i valor calòric
| Fruit                       | Quantitat de greix g/100 g | Valor calòric kJ/100 g | Valor calòric en kcal/100 g |
| --------------------------- | -------------------------- | ---------------------- | --------------------------- |
| Castanya de cajú            | 42,2                       | 2377                   | 572                         |
| Cacauet (no torrat)         | 48,1                       | 2337                   | 564                         |
| Cacauet (sense sal, torrat) | 49,4                       | 2423                   | 585                         |
| Avellana (sense tegument)   | 61,6                       | 2662                   | 644                         |
| Coco                        | 36,5                       | 1498                   | 363                         |
| Macadàmia                   | 73,0                       | 2896                   | 703                         |
| Ametlla (sense tegument)    | 54,1                       | 2411                   | 583                         |
| Nou del Brasil              | 66,8                       | 2764                   | 670                         |
| Pacaner                     | 72,0                       | 2897                   | 703                         |
| Festuc (sense tegument)     | 51,6                       | 2406                   | 581                         |
| Nou (sense tegument)        | 62,5                       | 2738                   | 663                         |

### Composició química
Cada 100 grams de núcula contenen:
- Calories - 572 kcal[26][31]
- Mida - 1,2 cm
- Vitamina A - 1 U.l.
- Vitamina B1 (Tiamina) - 0 mcg
- Vitamina B2 - 0,9 mcg
- Fòsfor - 380 mg
- Calci - 90 mg
- Sodi - 2 mg
- Magnesi - 3,4 mg

### Al·lèrgies
Les núcules són aliments al·lergògens. Les nous, els cacauets, les castanyes i les ametlles són alguns dels fruits amb més potencial al·lergogen. Aquestes al·lèrgies estan augmentant en paral·lel amb l'augment al consum per la població dels fruits secs que s'ajusten a la composició de moltes receptes per a la indústria de l'alimentació. Als països desenvolupats, la incidència de les al·lèrgies als fruits secs varia de 6,5 fins a 30%.

## Ús
Les nous eren una part important de la dieta humana fa 780.000 anys incloent l'ametlla silvestre, Euryale ferox, glans, pistatxo i castanya d'aigua. Els humans prehistòrics varen desenvolupar una sèrie d'eines per obrir nous durant el període Plistocè Aesculus californica, va ser la menja dels nadius americans de Califòrnia durant els períodes de fam una vegada eliminats els components tòxics.

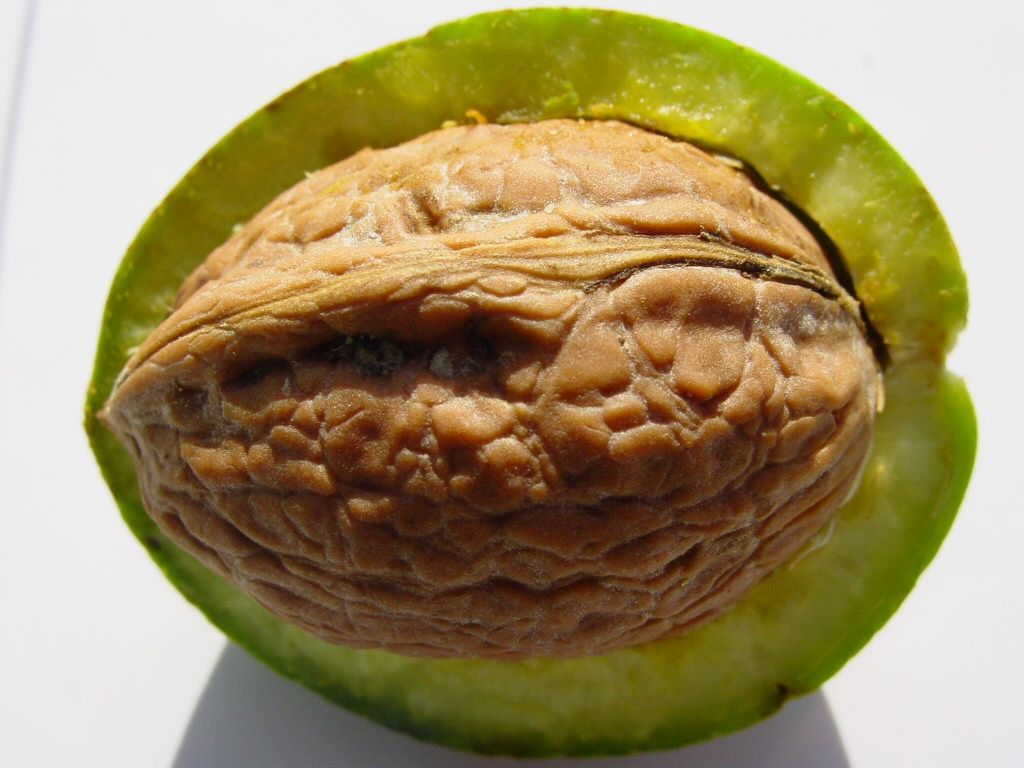
La nou és una drupa el pericarpi de la qual no és comestible.

La part carnosa al voltant de la closca deixa anar un suc que taca, utilitzat en la tinció: la closca de nou. Avui en dia, l'extret de cassel tendeix a substituir la closca de nou a causa del seu cost més baix i les seves bones característiques. L'extret de cassel sovint és anomenat "closca de nou".
Les nous fresques o seques es poden consumir directament com a fruits secs. Es poden obrir per mitjà d'un trencanous. La carn de nou verda s'utilitza en la gastronomia (decoració d'amanides) i la pastisseria (coques i pastissos), o per preparar confitura de nou. Les nous també estan a la composició de diversos productes: el pa de nous, el formatge de nous, la mel amb nous, la confiteria, la xarcuteria, els licors, els aperitius, etc.
S'extreu oli de nou per pressió; el rendiment del premsatge a l'antiga és d'un 50%, és a dir, que per cada 40 quilograms de nous sense closca s'obtenen uns vint litres d'oli. Es tracta d'un oli de qualitat, amb un gust de nou molt marcat i amb propietats nutritives interessants (molts àcids grassos omega-3 i pocs àcids grassos omega-6). Tanmateix, és un oli onerós i que es posa ranci molt ràpidament si se l'exposa a la llum o la calor, degut a l'elevada proporció d'àcids grassos no saturats que el componen. És per aquest motiu que l'oli de nou no es pot fer servir com a oli de cocció o per fregir.
Addicionalment, existeixen estudis sobre l'efecte insecticida de certes núcules. En un d'aquests estudis, es va avaluar l'efecte insecticida de tres extractes de la planta endèmica de Xile, Lepechinia chamaedryoides (Balb.) Epling (extracte polar, exsudat reïnós i oli essencial), sobre larves del dípter Drosophila melanogaster Meigen, amb la finalitat de determinar quin o quins d'aquests extractes posseeixen activitat biològica insecticida. L'assaig es va realitzar sobre la base d'un disseny experimental completament aleatori, amb 15 tractaments i tres repeticions, que va considerar l'estudi de variables de mortalitat i de concentració letal 50% (CL50) i 90% (CL90), i observació d'organismes mitjançant lupa, microscòpia òptica i microscòpia electrònica de transmissió. Es va registrar una mortalitat superior al 90% en quatre concentracions avaluades de l'oli essencial. En el cas de l'extracte polar i l'exsudat reïnós no hi va haver diferències significatives entre les diferents concentracions avaluades, respecte al control, on es van presentar valors de mortalitat inferiors a un 23%. La concentració letal 50% (CL50) de l'oli essencial fou de 0,46% v/v i la concentració letal 90% (CL90) de 0,77% v/v. Es van observar canvis en la [[Morfologia (biologia]|morfologia]] externa i interna de les larves en el tercer estat. Externament, es va observar un enfosquiment de la cutícula i un augment de volum de l'organisme. Internament, es va observar una fragmentació de les glàndules salivals, a més de diferències en els tubs de Malpighi i discs imaginals en relació al grup control. A nivel cel·lular, també es van presentar canvis, entre ells, variacions en l'aspecte d'orgànuls com el reticle endoplasmàtic rugós, mitocondris i aparell de Golgi.

## Ús terapèutic
En el passat, les núcules han estat molt utilitzades pel tractament d'èczemes crònics i l'artritis úrica. L'oli de nou té una funció protectora contra els rajos solars gràcies a la presència de juglona (C10H₆O₃).

## Ús de la closca
La closca de les núcules no sempre es descarta. Com a curiositat, Lluís XI de França, per por de ser degollat quan era afaitat, feia que li apliquessin closques de nous prèviament escalfades. Els forners l'utilitzen, un cop reduïda a pols, en la part inferior dels forns a llenya per a evitar que el pa s'hi agafi durant la cocció. En l'actualitat, hom utilitza la closca de les nous en la composició dels fangs que s'utilitzen per a confeccionar les plaques isolants de les naus espacials de la NASA, cosa que redueix la fricció i el sobreescalfament. També serveix per a confeccionar taulers d'aglomerat. Quan es redueix a una pols molt fina, també serveix com a abrasiu per polir peces en la indústria aeronàutica. Addicionalment, la closca de la nou es pot fer servir per a fumar ruscs, o per a encendre una foguera.

## Aspecte econòmic
La producció mundial de núcules (de l'any 2004, font: FAO) s'eleva a 1.566 milions de tones.
Els quatre primers països representen dos terços del total:
| País         | 2000     | 2001     | 2002     | 2003     | 2004     | 2005     |
| ------------ | -------- | -------- | -------- | -------- | -------- | -------- |
| Xina         | 309      | 252      | 343      | 393      | 436      | 499      |
| Estats Units | 216      | 276      | 255      | 295      | 294      | 321      |
| Iran         | 130      | 168      | 178      | 150      | 168      | 150      |
| Turquia      | 116      | 116      | 120      | 130      | 126      | 150      |
| Món          | 1.267,01 | 1.299,72 | 1.395,20 | 1.533,53 | 1.566,41 | 1.728,86 |

## Altres fruits secs
Tot i algunes semblances, i que col·loquialment s'agrupen sota la denominació genèrica de "fruits secs", els següents fruits no són núcules:
| Fruit              | Nom llatí                 | Família       |                    |
| ------------------ | ------------------------- | ------------- | ------------------ |
| Ametlla            | Amygdalus communis        | Rosaceae      | Ametlla            |
| Xufa               | Cyperus esculentus        | Cyperaceae    | Xufa               |
| Anacard            | Anacardium occidentale    | Anacardiaceae | Anacard            |
| Festuc             | Pistacia                  | Anacardiaceae | Festuc             |
| Castanya d'aigua   | Trapa natans              | Trapaceae     | Castanya d'aigua   |
| Cacauet            | Arachis hypogaea          | Fabaceae      | Cacauet            |
| Fenigrec           | Trigonella foenum-graecum | Fabaceae      | Fenigrec           |
| Nou del Brasil     | Bertholletia excelsa      | Lecythidaceae | Nou del Brasil     |
| Macadàmia          | Macadamia integrifolia    | Proteaceae    | Macadàmia          |
| Gevuina            | Gevuina avellana          | Proteaceae    | Gevuina            |
| Pili               | Canarium ovatum           | Burseraceae   | Pili               |
| Pachira aquatica   | Pachira aquatica          | Malvaceae     | Pachira aquatica   |
| Ametlla de l'Índia | Terminalia catappa        | Combretaceae  | Ametlla de l'Índia |
| Mongongo           | Ricinodendron rautanenii  | Euphorbiaceae | Mongongo           |
| Coco               | Cocos nucifera            | Arecaceae     | Coco               |
| Coco de mar        | Lodoicea maldivica        | Arecaceae     | Coco de mar        |
| Pi de Sibèria      | Pinus sibirica            | Pinaceae      | Pi de Sibèria      |
| Pinyons            | Pinus pinea               | Pinaceae      | Pinyons            |